# Фаустов, Михаил Васильевич
Михаил Васильевич Фаустов — советский хозяйственный, государственный и политический деятель.

## Биография
Родился в 1902 году в Ельце. Член ВКП(б).
С 1912 года — на хозяйственной, общественной и политической работе. В 1912—1959 гг. — разнорабочий мельницы, подмастерье у сапожника, на Балтийском флоте, старшина-минер в Николаеве, медник, парторг корпусного цеха завода имени 61 коммунара города Николаева, в Промышленной Академии имени Сталина в Ленинграде, боец 732-го полка 235-й дивизии Ленинградского фронта, комиссар Северного отряда Балтийского фронта, парторг ЦК ВКП(б) стройтреста № 44, директор макаронной фабрики, начальник ЖКО, заведующий мастерскими горпромкомбината, директор Новоодесского райпромкомбината.
Избирался депутатом Верховного Совета СССР 1-го созыва.
Умер в 1959 году в Николаеве.